# Christianisme baptiste en Ukraine
Le christianisme baptiste en Ukraine est une des confessions évangéliques de ce pays. L'Union panukrainienne des églises de chrétiens évangéliques baptistes est la principale association baptiste représentant le mouvement dans le pays.

## Histoire
Les colons allemands qui professaient traditionnellement le luthéranisme et le catholicisme et dans une moindre mesure le mennonisme ont commencé à s'y installer à l'invitation du gouvernement central impérial russe moyennant exemptions de taxes, liberté de culte et d'enseignement, etc. Au milieu du XIXe siècle, les colons allemands de la province de Kherson ont pris conscience du caractère secondaire des différences interconfessionnelles et de la nécessité d'évangéliser la population russe locale. C'est ainsi qu'est né le mouvement de la « Stunde », d'après le mot allemand Stunde, signifiant « heure », pour une heure d'étude biblique quotidienne. Ce mouvement a jeté les bases du baptisme en Ukraine actuelle.
La première communauté « stundiste » (chtoundiste) se fixe dans l'ouïezd d'Odessa de la province de Kherson en 1866. Mais les chtoundistes ne pratiquent pas encore le baptême du croyant, et se réunissent simplement en privé pour étudier la Bible et chanter des psaumes.
C'est grâce aux activités du prédicateur allemand Johann Gerhardt qu'une certaine transition des chtoundistes non confessionnels vers le baptisme confessionnel s'est produite en 1869. Après l'acte de foi de Gerhardt, des paysans de la province d'Ekaterinoslav ont commencé à abandonner les icônes et à se réunir pour prier sans l'aide du clergé orthodoxe. Le premier prédicateur baptiste de ces régions de Nouvelle-Russie est alors Efim Tsimbal, baptisé par le prédicateur allemand dans la rivière Sougoklia. En 1875, l'on trouve déjà uniquement dans la province de Kherson, un nombre officiel de 1 546 baptistes, et en 1881, 3 363.
Le 30 avril et le 1er mai 1884, a lieu le congrès des baptistes des douze provinces du sud dans le village de Novovassilievka de la province de Tauride. C'est à cette occasion qu'est fondée l'Union des baptistes russes du sud de la Russie et du Caucase avec à sa tête le mennonite allemand I. Willer. En 1898, des communautés baptistes apparaissent à Sébastopol et à Simféropol.
Des congrès régionaux de baptistes (dits alors « chrétiens évangéliques ») se réunissent en 1908 à Odessa et à Kiev.
Le premier congrès panukrainien de baptistes se tient le 8 octobre 1918 à Kiev avec 110 délégués. En 1921, le 2e congrès se tient à Elizavetgrad avec 120 représentants communautaires. Lors du 3e congrès, qui a lieu à Kiev en 1922, il est décidé d'introduire l'Union panukrainienne dans l'Union panrusse des baptistes. En 1928, le 5e congrès baptiste panukrainien se tient à Kharkov, auquel participent 476 délégués.
L'émergence des églises baptistes dans l'actuelle Ukraine occidentale, qui est à cette époque une partie de la Pologne, se passe quant à elle dans les années 1920-1925 et est liée à l'activité missionnaire de prédicateurs ruthènes émigrés des États-Unis. Le premier congrès des baptistes de Galicie a lieu en 1925, et en 1938 il y a déjà 115 temples dans cette province polonaise.

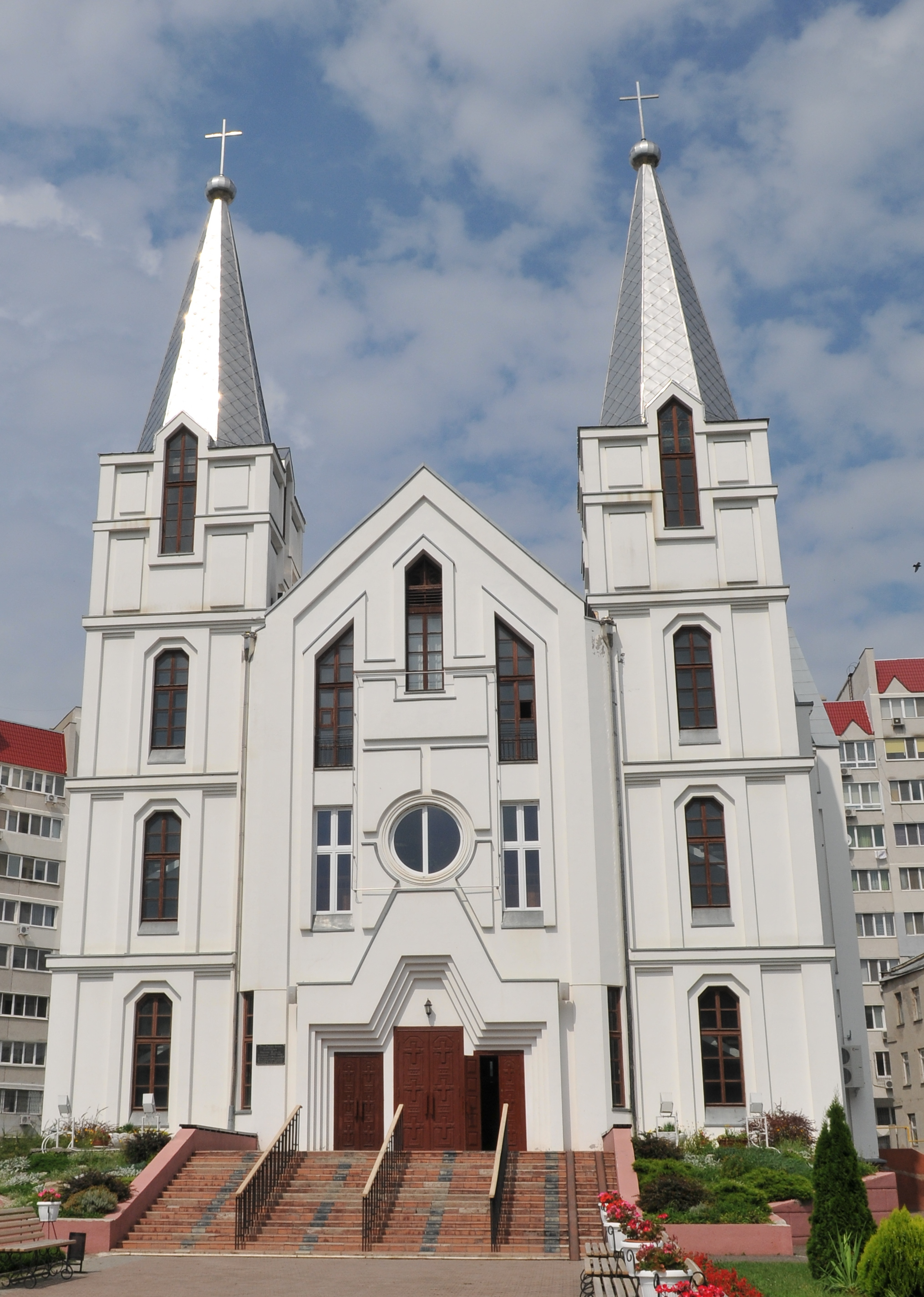
Église baptiste à Odessa.

Dès les années 1920, le christianisme évangélique et le baptisme sont interdits en République socialiste soviétique d'Ukraine; ils sont cependant tolérés dans une certaine mesure pendant la Grande Guerre patriotique et après la guerre afin d'affaiblir l'influence de l'Église orthodoxe. En 1944, les baptistes et les chrétiens évangéliques s'unissent dans l'Église des chrétiens évangéliques-baptistes. Ils sont ensuite rejoints par de petits groupes de baptistes et d'évangéliques. À la fin des années 1950, 75 % des croyants de l'Union pansoviétique de l'Église des chrétiens évangéliques-baptistes demeurent en Ukraine. Ils connaissent un renouveau dans les années 1970 et plus encore sous la Perestroïka et comptent désormais parmi les confessions chrétiennes les plus dynamiques du pays.

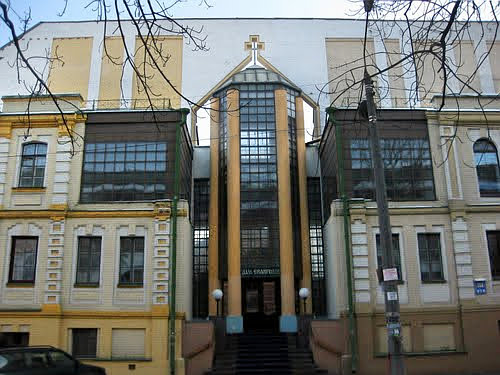
Église baptiste centrale de Kiev.

Juste avant la chute de l'URSS, le baptisme et le pentecôtisme regroupaient 1,5 million de croyants et la moitié d'entre eux se trouvaient dans la République socialiste soviétique d'Ukraine. En 1990, le 21e congrès des baptistes se tient du 25 au 27 janvier et vote pour la fondation d'une nouvelle Union des chrétiens évangéliques-baptistes; par la suite ce sont plus de 1 100 temples qui sont construits, regroupant plus de 96 000 fidèles au 1er janvier 1992. Le plus grand temple baptiste d'Ukraine se trouve à Kharkov pour une communauté de 1 800 membres. Selon un recensement de l’association, en 2023 elle disait avoir 2,192 églises et 105,189 membres.

## Écoles
L'union panukrainienne des églises de chrétiens évangéliques baptistes compte sept instituts de théologie affiliés.